# Elephantomyia (Elephantomyodes) nigropedata
Elephantomyia (Elephantomyodes) nigropedata is een tweevleugelige uit de familie steltmuggen (Limoniidae). De soort komt voor in het Oriëntaals gebied.